# منتخب نيوزيلندا لسباعيات الرغبي
منتخب نيوزيلندا لسباعيات الرغبي (بالإنجليزية: New Zealand national rugby sevens team)‏ هو ممثل نيوزيلندا الرسمي في المنافسات الدولية في سباعيات الرغبي
.